# Атезолизумаб
Атезолизумаб — лекарственный препарат,  противоопухолевое моноклональное антитело, ингибитор PD-L1. Одобрен для применения: США (2016).

## Одобрение
Препарат одобрен в США и Евросоюзе. В Европейском Союзе атезолизумаб показан для лечения уротелиальной карциномы, немелкоклеточного рака легких (NSCLC), мелкоклеточного рака легких (SCLC), гепатоцеллюлярной карциномы и рака молочной железы.
В 2021 г. FDA отозвало одобрение атезолизумаба для лечения трижды негативного рака молочной железы в США.

## Механизм действия
Связывается с PD-L1.

## Показания
- Уротелиальная карцинома
- метастатический немелкоклеточный[англ.] рак легких.
- Метастатический трижды негативный рак молочной железы
- мелкоклеточный рак легких
- Гепатоцеллюлярная карцинома
- Неоперабельная или метастатическая меланома[5]

## Способ применения
Внутривенная инфузия.

## Беременность
- Женщины детородного возраста во время лечения и 5 мес. после него должны использовать методы контрацепции.[5]